# 中村羽叶
中村 羽叶（なかむら うきょう、2014年〈平成26年〉11月8日は、日本の俳優（子役）、声優、歌手。スマイルモンキー所属。SDGsこどもユニット「ミドリーズ」1期生、2期生メンバー。特技は野球。

## 略歴
2016年、CMにデビューし、多数の出演をする。
2021年、ミドリーズに入り、活躍する。2024年ミドリーズ2期生に引き続き参加した。

## 人物
日本に生まれる。
特技は野球、漢字、お祭り、ゴルフ、球技であり、趣味手伝い、サメの研究、歌うことである。好きな食べ物は、やきなす、ぶり釜、のどぐろであり、将来の夢は野球のコーチである。背が低い。
ドラマなどにはちょっとした役で出ることが多い。

## 出演

### テレビドラマ
- 70才、初めて産みますセブンティウイザン。(2020年、NHK BSプレミアム) - 巻田流星 役
- きよしこ（2021年、NHK）白石きよし(3歳) 役
- 八月は夜のバッティングセンターで。（2021年、テレビ東京） - 寺本優斗 役
- 管理官キング（2022年、テレビ朝日） - 宝生瑛人(幼少) 役
- ヒヤマケンタロウの妊娠（2022年、Netflix・テレビ東京）- 宮地拓也 役
- PICU 小児集中治療室 第2〜4話（2022年、フジテレビ）　- 佐渡理玖 役
- ドラマ10「育休刑事」第7話（2023年、NHK）
- 日曜劇場ラストマン-全盲の捜査官-　第8話　（2023年、TBSテレビ）- 少年 役
- 連続テレビ小説（NHK総合）
  - らんまん第25週（2023年） - 子ども 役
  - あんぱん第1・2週（2025年） - 今野康太 （幼少期）役
- TOKYO VICE Season2（2024年、WOWOW）- 大地 役
- 366日（2024年、フジテレビ） - 阿久津翔 役
- 連続ドラマW-30「白暮のクロニクル」第9話・第12話 （2024年、WOWOW） - 伊集一哉 役
- あなたの恋人、強奪します。（2024年、テレビ朝日）第7・8話 - 緒方宗介 役
- THE3名様(ドラマ)(2024年)「#105 こころ、ぜんかい…」子供役
- 日本一の最低男 ※私の家族はニセモノだった 第8話・第9話（2025年2月27日・3月6日、フジテレビ） - 宮島陸 役[1]

### 映画
- 在りし人（2020年） - 佑也 役
- バンドワゴン（2021年） - 男の子 役
- その日、カレーライスができるまで（2021年） - 映吉 役
- マンガ家、堀マモル(2024年)　-堀マモル(幼少期)役

### CM
- 興和「ウイルス当番」子どもリアルライフ篇（2017年）
- 西松屋「smartangel」　それいい値　お出かけ篇（2019年）
- 楽天市場 母の日ギフトスイーツ・癒しバージョン（2019年）
- 日東紅茶「家族が好きなお母さん篇」（2019年）
- ロート製薬「セノビック」（2019年）
- 新日本製薬「ロコアタックEX」作文編（2020年）
- アガツマ カプセルころりん！クレーンゲーム（2020年）
- ケンタッキーフライドチキン「チョコパイパック「じゃんけん」篇」（2020年）
- 日本マクドナルド ハッピーセット 新サイドメニュー「楽しい栄養」篇（2021年）
- 日本マクドナルド「ハッピーセット トミカ第1弾「トミカツアー」編・第2弾「つなげてワクワク」編」」（2021年）
- 味の素 KK「コンソメ ママの最終兵器」篇（2021年）
- 大塚製薬 オロナミンC 仮面ライダーセイバー「本当の強さ」篇（2021年）
- パルシステム「ありがとうを、つなぐ。」篇（2021年）
- Canon企業広告「Find Your Focus〜ひろげよう。まだない視界を〜」医療AI篇（2021年）
- クラシアン「突然クイズ 電話」篇（2022年）
- 三菱UFJ銀行「大谷翔平選手とハイタッチ篇」60秒（2022年）
- トヨタ「SIENTA Display Award_優秀販売店」（2023年）
- ヤクルト「ヤクルト今昔物語 第一話」篇・「ヤクルト今昔物語 第二話」篇（2023年）
- バンドエイド キズパワーパット「貼る、ほっとく、治す」（2023年）
- AWS「クラウドがかなえる願い」（2023年）
- ドミノピザ「夏の食欲を刺激する＼サクサクサマー／新登場」（2023年）
- キューサイ　ひざサポートコラーゲン（2024年）

### テレビ
- 水曜日のダウンタウン 野球企画（2017年、TBSテレビ）
- ザ!世界仰天ニュース地味に痛い4時間SP - 芽輝 役（2019年、日本テレビ）
- ドラフト緊急生特番!お母さんありがとう　（2020年、TBSテレビ） - 伊藤大海(幼少) 役
- THE突破ファイル（2020年、日本テレビ） - 鈴木翔太 役
- すたあと（2021年、NHKEテレ）
- 痛快TV スカッとジャパン（2021年、フジテレビ） - 大森健太 役
- ひろがれ!いろとりどり（2021年 -、NHKEテレ）
- みんなのうた「ツバメ」YOASOBI with ミドリーズ（2021年、NHK）
- WORLD-JAPAN presents 「SONGS OF TOKYO Festival 2021」（2021年、NHK）
- 未来へ17action×NHK音楽祭2021「地球のミライ コンサート」」（2021年、NHKBS8K）
- SONGS『ツバメ』YOASOBI withミドリーズ（2021年、NHK総合）
- 第72回NHK紅白歌合戦（2021年12月31日、NHK総合）
- あそビバ まなビバ あおきいろステージ（2022年、NHKEテレ）
- 出川哲朗のクイズほぉ〜スクール（2022年、NHKEテレ）
- すイエんサー（2022年、NHKEテレ）
- うたコン（2022年、NHKEテレ）
- ほんとにあった怖い話 ほん怖クラブメンバーズ（2022年、フジテレビ）
- さんすうレスキュー（2022年、NHKEテレ）
- リフォーマーズの杖（2022年、NHKEテレ）
- 夜もオハ!よ〜いどん（2023年、NHKEテレ）
- 千鳥かまいたちアワー（2023年、日本テレビ）
- ほんとにあった怖い話 ほん怖クラブメンバーズ（2023年、フジテレビ）
- 出川哲朗のクイズほぉ〜スクール（2024年、NHKEテレ）
- スゴeフェス(2024年、NHKEテレ）

### WEB CM
- 花王 メリーズパンツ「なんで？」篇（2016年)
- ドン.キホーテ×アサヒ飲料 カルピス「初耳！アレンジ無限大ってマジか!?キャンペーン」（2020年）
- アサヒ飲料「ラベルレスボトル」（2020年）
- ハワイは、おまかせ。JCB WEBCM「いつかみんなで、ハワイに行こう」（2020年）
- 朝日新聞デジタル「私の決め手 / 『なんで？』に答えるために」篇（2022年）

### スチール広告
- TOYOTA企業広告（2016年）
- 学研ピコロ（2017年〜2019年）
- 阿部興業「スマイリーカタログ」（2018年）
- 小学館「ベビーブック バンダイタイアップ」（2020年）
- こどもちゃれんじ ぷち すてっぷ・じゃんぷ（2016年〜2020年）
- 積水ハウス「ファミリースイートキッズ　コドモイドコロ」（2020年）

### イベント
- 渋谷ヒカリエ 未来へ17action〜渋谷ではじめよう〜「ひろがれ!いろとりどり」（2021年）
- NHK名古屋放送局 NHKパパママフェスティバル「ひろがれ!いろとりどり」ステージショー（2021年）
- NHKフェスタ 「〜あそビバ まなビバ〜」あおきいろステージ（2022年）
- NHK「仙台フェスティバル〜生誕10年 やっぺぇ祭り〜」（2022年）
- プロ野球中継 「ヤクルト×阪神」戦（2022年）
- ツバメ 世界こどもの日 プロジェクト（2022年）
- NHK音楽祭2022「秋のパークコンサート」（2022年）
- 鎌倉警察署 1日警察署長（2023年）
- 高尾警察署 1日警察署長（2024年）

### VP
- NHK あおきいろ 【ててて！とまって！】（2022年）
- NHK「ツバメ〜スカパラバージョン」（2022年）
- NHK「ツバメ～2期生バージョン～」（2024年）

### 歌
- NHK あおきいろ 【ててて！とまって！】（2022年）
- NHK「ツバメ〜スカパラバージョン」（2022年）
- NHK「ツバメ～2期生バージョン～」（2024年）
- NHK あおきいろ 【ハートブレーキ】（2024年）